# Львов, Феодосий Иванович
Феодосий Иванович Львов (1900 — 05.02.1951) — начальник механического цеха № 1 Барнаульского вагоноремонтного завода.

## Биография
Родился в 1900 году в городе Екатеринославе. Там же пятнадцатилетним подростком начал свою трудовую жизнь учеником слесаря, помощником шофёра завода Шаудар.
В 1919—1921 годах работал слесарем в паровозном депо Днепропетровск Сталинской железной дороги. Затем перешел слесарем, агентом по доставке материалов на вагоноремонтный завод Наркомата путей сообщения станции Нижнеднепровск. В 1929—1930 годах он работает агитатором-пропагандистом заводского парткома. Потом перешёл слесарем в механический цех № 11. Перед Великой Отечественной войной возглавил коллектив этого цеха.
Когда фронт приблизился к городу оборудование и работники завода были эвакуированы на восток — в город Барнаул, где влились в местный вагоноремонтный завод имени С. М. Кирова. Здесь Львов был назначен начальником механического цеха № 1, который выпускал спецпродукцию для Красной Армии.
С завода многие мужчины ушли на фронт защищать с оружием в руках Родину. Коллектив цеха формировался из заменивших их ветеранов, молодежи и женщин, даже домохозяек, впервые пришедших на производство. Первоочередную свою задачу Львов видел в том, чтобы переоборудовать бывший склад в механический цех, обучить поступившие кадры специальностям, привить трудовую, производственную и технологическую дисциплину. В рекордно короткий срок цех был построен и оборудован и начал выдавать продукцию — снаряды.
Создавая цех на новом месте, Львов понимал, что нужно максимально использовать мощность каждого станка, исключить лишнюю транспортировку и встречное передвижение деталей. Переход на поточный метод работы дал возможность высвободить и передать на другой участок 35 станков и квалифицированных рабочих к ним. Новый метод позволил увеличить производительность труда и повысить качество продукции. Появились многостаночники. За короткое время цех не только наладил производство, но и начал перевыполнять план.
Достижение высоких производственных успехов коллективом цеха во многом было обусловлено личными качествами его руководителя. Одной из характерных черт Львова была забота о людях Он не оставлял ни одной просьбы рабочих без внимания, и рабочие часто и охотно обращались к нему со своими бытовыми вопросами Естественно, и рабочие стремились выполнить любое его задание качественно и в срок.
Цех, которым он руководил, стал на заводе передовым. Непрерывно совершенствовалось производство, и все больше и больше продукции получал от цеха фронт. В военное время в цехе изготавливалось продукции в тринадцать раз больше, чем до войны Он стал достойным примером для других цехов и предприятий.
Указом Президиума Верховного Совета СССР от 5 ноября 1943 года «за особые заслуги в деле обеспечении перевозок для фронта и народного хозяйства и выдающиеся достижения в восстановлении железнодорожного хозяйства в трудных условиях военного времени» Львову Феодосию Ивановичу присвоено звание Героя Социалистического Труда с вручением ордена Ленина и Золотой медали «Серп и Молот».
После войны вернулся в Нижнеднепровск. Работал начальником отдела кадров вагоноремонтного завода. Избирался депутатом Верховного Совета Украинской ССР. Скончался 5 февраля 1951 года после продолжительной болезни.
Награждён орденом Ленина, медалями.